# Bolbena hottentotta
Bolbena hottentotta är en bönsyrseart som först beskrevs av Heinrich Hugo Karny 1908.  Bolbena hottentotta ingår i släktet Bolbena och familjen Iridopterygidae. Inga underarter finns listade i Catalogue of Life.